# Euryglossa
Euryglossa (лат.) — род пчёл из семейства Colletidae.

## Описание
Мелкие и средние пчёлы (длина до 15 мм). Окраска: голова и тело чёрные или чёрно-красные, иногда радужные, без светлых отметин. Жилкование переднего крыла: вершина маргинальной ячейки заостренная, лишь немного отогнута от края крыла. Скутум примерно такой же ширины по переднему краю, как и между передними концами тегул, и / или с резкой передней поверхностью, скульптура которой отличается от дорсальной поверхности; простые булавовидные волоски присутствуют на вентральной поверхности среднегруди или, по крайней мере, у основания передних ног (отсутствуют у E. antennata). Переднее крыло с двумя субмаргинальными ячейками. Скопа у самок отсутствует.
Биология почти неизвестна. Представители рода собраны в основном с цветков из Myrtaceae (Angophora, Eucalyptus, Leptospermum, Melaleuca, Tristania). Гнёзда обнаружены в земле на глубине до 16 см.

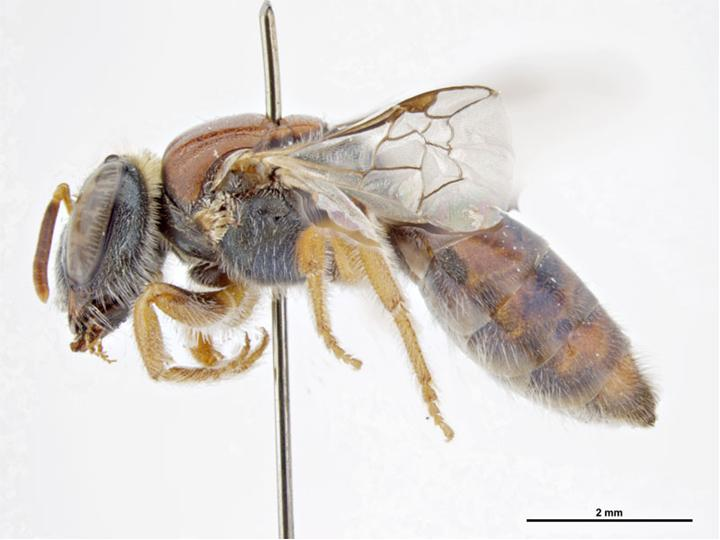
E. millstreamensis, самка
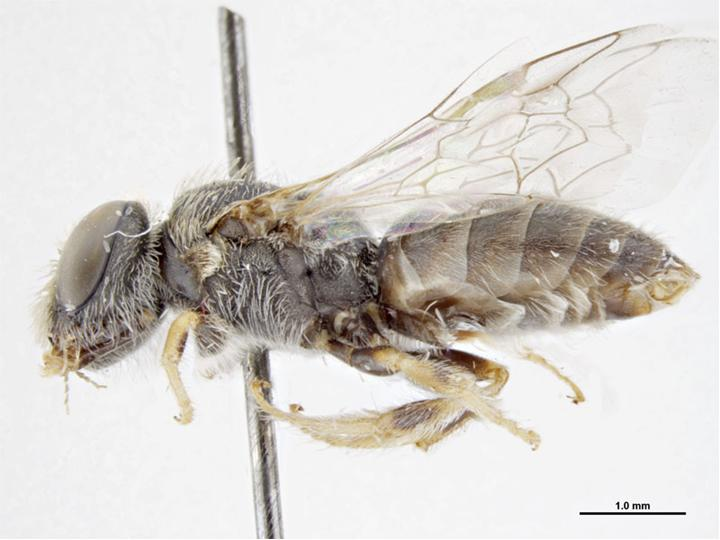
E. millstreamensis, самец
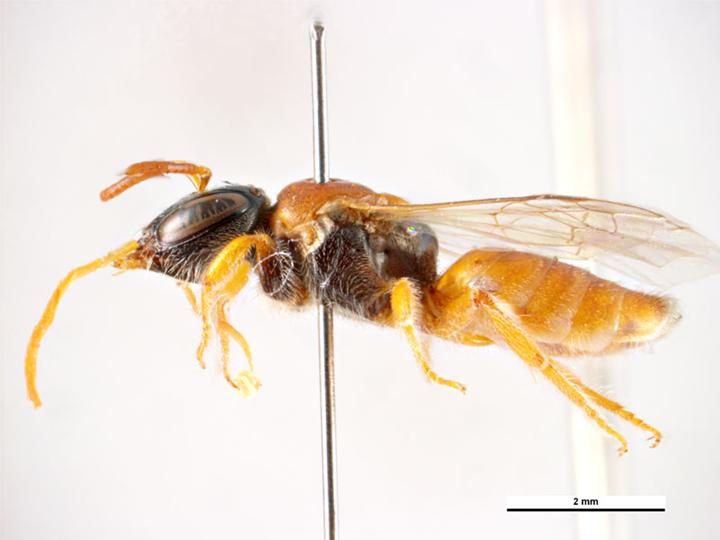
E. myrrhina, самка
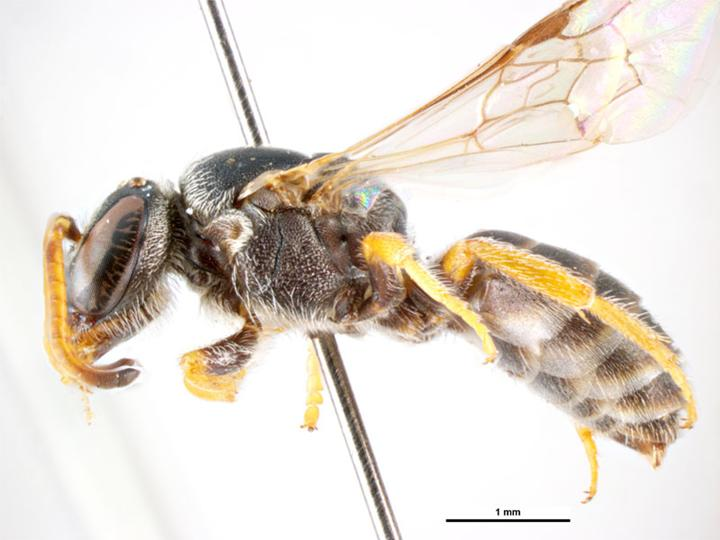
E. myrrhina, самец

## Распространение
Встречаются в Австралии.

## Классификация
В мировой фауне около 40 видов. Относится к подсемейству Euryglossinae (Colletidae).

### Виды
- E. adelaidae Cockerell, 1905
- E. alincia Exley, 1976
- E. angelesi Exley, 1976
- E. antennata (Rayment, 1935)
- E. aureopilosa Rayment, 1935
- E. calaina Exley, 1976
- E. capitata Exley, 1976
- E. cupreochalybea Smith, 1853
- E. depressa Smith, 1853
- E. edwardsii Cockerell, 1907
- E. ephippiata Smith, 1862
- E. frenchii Cockerell, 1910
- E. glabra Exley, 1976
- E. grisea (Alfken, 1907)
- E. haematura Cockerell, 1911
- E. hardyi Exley, 1976
- E. homora Exley, 1976
- E. jucunda Smith, 1879
- E. laevigatum (Smith, 1879)
- E. limata Exley, 1976
- E. liopa Exley, 1976
- E. millstreamensis Exley, 1976
- E. myrrhina Exley, 1976
- E. nigrocaerulea Cockerell, 1913
- E. noosae Exley, 1976
- E. pammicta Exley, 1976
- E. pavonura Cockerell, 1910
- E. politifrons Cockerell, 1922
- E. rhodochlora Cockerell, 1914
- E. rubricata Smith, 1879
- E. salaris Cockerell, 1910
- E. schomburgki Cockerell, 1910
- E. subfusa Cockerell, 1910
- E. subsericea Cockerell, 1905
- E. terminata Smith, 1853
- E. tolgae Exley, 1976
- E. trichoda Exley, 1976
- E. victoriae Cockerell, 1910